# جبل باتور
جبل باتور (بالإندونيسية: Gunung Batur) هو بركان نشط يقع في وسط اثنين من كالديرات متحدة، تتمركز شمال غرب جبل أجونج في جزيرة بالي في إندونيسيا. الجانب الجنوبي الشرقي أكبر من 10 × 13 كيلومترا كالديرا، ويحتوي على بحيرة كالديرا. تم حساب تاريخ الكالديرا التي يبلغ عرضها 7.5 كيلومتر، والتي تم تشكيلها أثناء وضع إشعال بالي (أو أوبود)، في حوالي 237.070 و28.500 عام مضت.
كان أول ثوران موثق في عام 1804 وآخرها في عام 2000.

## نشاط البركان وبحيرة باتور في كالديرا
يُعد البركان أحد أقوى البراكين النشطة على سطح الأرض، ويتميز بكونه مرئيًا فوق سطح المحيط، مما يضفي عليه مشهدًا جيولوجيًا فريدًا، ومن أبرز ملامحه الجيولوجية وجود قمم مطوية تُعرف باسم "الكالديرا".
تقع الكالديرا الداخلية للبركان إلى الجنوب الشرقي، أسفل بحيرة باتور، وقد تشكّل مخروط بركان باتور داخل هذه الكالديرا، ليرتفع فوق حافتها الخارجية، وقد أدّت الانفجارات السابقة إلى تشكُّل العديد من فتحات التهوية ضمن مساحات واسعة من الكالديرا، بينما ساهم نظام الشقوق الممتد من الشمال الشرقي إلى الجنوب الغربي (NE-SW) في حفر الثورات البركانية الثلاثة المعروفة:باتور الأول، والثاني، والثالث، على امتداد قمة البركان.
تتسم الثورات التاريخية للبركان بنشاط تفجيري يتراوح بين الخفيف والمتوسط، يصاحبه في بعض الأحيان انبعاث للحمم البركانية، ما يجعله بركانًا ذا سلوك نشط ومتقلب.
 وصلت تدفقات الحمم البازلتية من فتحات القمة والجناح إلى أرضية كالديرا وشواطئ بحيرة باتور عبر تاريخها.
تحتوي الكالديرا على سترتانوفولان طوله 700 متر نشط فوق سطح بحيرة باتور. أول ثوران موثق لباتور كان في عام 1804، وكان نشطًا بشكل متكرر منذ ذلك الحين، وآخرها في عام 2000. يمكن رؤية حقل الحمم البركاني الكبير من ثوران عام 1968 اليوم عند مشاهدته من بلدة كينتاماني الواقعة على الحافة الجنوبية الغربية من كالديرا.

## قرى كالديرا
الكالديرا مأهولة بالسكان وتشمل أربع قرى رئيسية هي كديسان وسونغان وترونيان وتويا بونغكا، من بين ما مجموعه 15 قرية. يعتمد السكان المحليون إلى حد كبير على الزراعة للحصول على الدخل ولكن السياحة أصبحت شعبية متزايدة بسبب الرحلة المباشرة نسبيا إلى قمة الحفرة المركزية.

## شبكة جيوباركس العالمية
في 20 سبتمبر 2012 جعلت اليونسكو جبل باتور كالديرا جزءًا من الشبكة العالمية للحدائق الجيولوجية.

## الترسيب
الترسبات شديدة في جبل باتور كالديرا يقلل من المياه في البحيرة. تم وضع خطة لتقييد المواقع المحيطة بالبحيرة للإقامة السياحية، لإبلاغ السكان بمشاكل أقفاص المزارع السمكية في البحيرة، وربما لتجريف بعض الترسبات الطبيعية من الرماد البركاني. البحيرة عرضة لتلوث المياه من الصيد والجريان السطحي للزراعة، مما يعزز نمو الكثير من ورد النيل سميك الساق، مما يزيد من تفاقم الظروف في البحيرة، مما يجعل البعض يتساءلون عما إذا كانت البحيرة ستختفي بين الترسبات الثقيلة في الجزء السفلي والغطاء الكثيف لل صفير الماء.